# Oppach
Oppach (hornolužickosrbsky Wopaka) je obec v Horní Lužici v německé spolkové zemi Sasko. Nachází se v zemském okrese Zhořelec přímo na hranicích s Českou republikou u zaniklé obce Fukov. Má přibližně 2 300 obyvatel.

## Historie
V roce 1945 Oppach přišel o napojení na železniční síť, protože úzkorozchodná trať Taubenheim – Dürrhennersdorf byla v rámci válečných reparací demontována a odvezena do Sovětského Svazu. Dne 1. dubna 2006 byl v obci otevřen hraniční přechod pro pěší a cyklisty na bývalé silnici vedoucí přes Fukov do Šluknova.

## Správní členění
Oppach se dělí na 5 místních částí:
- Eichen (dříve Oberoppach)
- Fuchs (dříve Neuoppach)
- Lindenberg
- Oppach (dříve Niederoppach)
- Picka

## Hospodářství
K nejvýznamnějším podnikům obce patří Oppacher Mineralquellen, výrobce minerálních vod a limonád založený 1991 s tradicí sahající do roku 1886.